# Lucien (bande dessinée)
Pour les articles homonymes, voir Lucien.
Lucien est une série de bande dessinée humoristique écrite et dessinée par Frank Margerin.

## Historique de la sérieLucien
Cette série débute en 1979 sous forme d'histoires courtes dans Métal hurlant. Ses personnages n'avaient initialement été créés que pour un numéro « spécial rock » de Métal hurlant.
Lucien et Ricky sont les héros de leurs séries respectives, qui font intervenir les mêmes protagonistes. Renommée Lucien (et cie), la série principale réunit les albums regroupant les histoires courtes et des albums isolés, avant de proposer des récits complets.
De 1980 à 1985, paraissent six albums aux Humanoïdes associés : Ricky banlieue, Votez Rocky, Bananes métalliques, Ricky VII, Radio Lucien et Chez Lucien. Ces albums comprennent quelques histoires ne mettant pas en scène Lucien et les protagonistes habituels de la série. Les albums sont réédités en 2008 par les éditions de Fluide Glacial, revue dans laquelle intervient désormais Frank Margerin.

## Personnages principaux

### Lucien (Lebrac)
Guitariste dans le groupe de rock Ricky Banlieue et ses Riverains, Lucien est un personnage central des BD de Frank Margerin. Il vit à Malakoff tout comme ses amis Ricky (le chanteur du groupe), Gillou (le bassiste du groupe) et Riton (le batteur). La 1re apparition de Lucien, Gillou, Ricky et Riton se trouve dans l'album Ricky Banlieue (1979), dans l'histoire Les rois du rock. Les parents de Lucien sont assez classiques. Il a une petite sœur et un petit frère. Il a aussi un cousin (Nanard, tendance baba-cool). Lucien porte un blouson de cuir Perfecto et une banane démesurée et gominée, il a les cheveux noirs, porte un blue-jeans et un T-shirt. Dans les premiers albums, il porte des santiags aux pieds, qu'il délaisse ensuite pour une paire de baskets Converse. Toujours embarqué dans des plans galère (avec ou sans ses potes), Lucien fait naître l'expression « plan à la Margerin » pour évoquer des plans foireux.
Dans le dernier album, malgré 30 ans de plus, il a toujours le même look mais avec des cheveux gris. Il est un peu plus gros, marié et père de deux enfants.
Son immense statue trône en surplomb de la gare d'Angoulême. 

### Gillou
Gillou est le bassiste de Ricky Banlieue et ses Riverains. Blondinet aux lunettes noires et mèche sur le côté, il porte souvent un blouson de jean, un jean, un T-shirt et des baskets. On sait moins de choses sur Gillou : on ne connaît pas ses parents, on ne sait pas s'il a une/des sœur(s) et/ou un/des frère(s). On sait juste que c'est un as de la mécanique qui aime les motos et possède une Dauphine Gordini. Contrairement à Lucien, il n'a pas d'aventures propres. Il fait un peu partie des personnages secondaires, tout comme Ricky. Frank Margerin a déclaré qu'en dessinant Gillou, il dessinait en fait son petit frère. Gillou est aussi parfois (mais rarement) appelé « P'tit Gilles »... Surtout dans les premières BD où il apparaît.
Dans le dernier album, il a 30 ans de plus et garde le même look mais avec une queue de cheval en plus.

### Ricky (Richard Frentzel)
Ricky Banlieue est le chanteur du groupe Ricky Banlieue et ses Riverains. Il porte une banane ratée qui met en avant ses cheveux frisés et cassés. Ricky porte souvent un blouson en daim, un jean, un T-shirt ; les cheveux roux, il est toujours mal rasé et a un nez cassé. L'album La bande à Lucien montre deux origines de ce nez cassé : il s'est cassé le nez la première fois lors d'une bagarre entre villages voisins et la deuxième fois par un gradé lors de son service militaire dans une bagarre générale. Si on connait son nom de famille (celui de Lucien étant Lebrac et celui de Gillou n'étant pas connu), on ignore en revanche tout de sa vie : qui sont ses parents, a-t-il des sœurs ? des frères ? Tout comme Gillou, il n'a pas d'aventures propres. Presque à chaque fois que l'on voit Gillou et Ricky, on les voit avec Lucien. Toutefois, il est le personnage central et principal de certaines histoires dans lesquelles Lucien devient secondaire (Ricky VII, par exemple). Margerin dit qu'en dessinant Ricky, il dessine en fait un ami à lui.
Dans le dernier album, Ricky a 30 ans de plus ; il n'a plus sa banane mais une barbe naissante. On le retrouve dépressif car il n'a plus de logement ni de travail.
On découvre le vrai nom de Ricky, Richard Frentzel, dans l'histoire « Check-up » présente dans l'album La bande à Lucien (2011).

### Riton
Riton est le batteur du groupe. C'est un personnage tertiaire. Il apparaît plus rarement dans les aventures de Lucien, Gillou et Ricky. Il a des cheveux bruns, porte une banane en vague (comme le ~ espagnol), une veste, une chemise en jean et des santiags. Il est un peu plus classique au niveau vestimentaire que Lucien, Ricky et Gillou. Réactionnaire, il n'apprécie pas les manières de ses amis, et les laisse seuls en cas de problème (voir Ricky chez les Ricains).
Dans les derniers albums, il est chauve et agent de police. Il se reconvertira plus tard, en tant que gardien de musée afin d'arrondir sa petite retraite de fonctionnaire.

### Albert
Membre du groupe et guitariste de Ricky Banlieue et ses Riverains, il est présent de temps en temps dans les premiers albums et n'apparaît plus par la suite et on ne sait presque rien de son sort lorsque Lucien est âgé de la cinquantaine.

### Roger
Également guitariste du groupe, il disparaîtra rapidement des albums tout comme Albert et surtout on ne sait presque rien de son sort lorsque Lucien a la cinquantaine.

### Nanard
De son vrai nom Bernard, Nanard est le cousin hippie de Lucien. Il apparaît dans Votez Rocky (1981), dans l'histoire intitulée Le Cousin Nanard. En bon baba cool, il porte des cheveux longs qui sont frisés et châtains, des petites lunettes rondes à la Lennon, une petite barbe, un gilet en peau de mouton, des « pattes d'eph » (jeans à « pattes d'éléphant »), des sandales et un sac à dos, sur lesquels sont dessinés le symbole peace and love et une fleur. Dans son sac, il a toujours son fromage de chèvre. Nanard est toujours dans les plans verts et/ou communautaires. Nanard est un personnage un peu gaffeur et très attachant. Bien que n'apparaissant que rarement, Nanard est un personnage secondaire aussi important que Gillou et Ricky.
Nanard réapparaît dans l'album La bande à Lucien (2011). Il a vieilli de 30 ans, barbe blanche et queue de cheval. Il est maintenant écolo. Il est passé de Baba à Bobo, enfin plutôt Bio-Bio comme dit ironiquement Lucien. Il est accompagné de Claire, sa très jeune compagne écolo.

## Albums
| Série Lucien 1. Radio Lucien (1982) 2. Chez Lucien (1985) 3. Lulu s’maque (1987) 4. Lucien se met au vert (1989) 5. Lucien, le retour (1993) | Série Ricky 1. Ricky banlieue (1980) 2. Ricky VII (1984) |

Série Lucien (et cie)

La série est rééditée par Les Humanoïdes associés, avec un contenu réorganisé et de nouvelles maquettes de couvertures, puis poursuivie par AUDIE à partir du t. 9.
1. Votez Rocky (1981, réédité dans cette collection en 1998)
Histoires issues de l’album homonyme de 1981 et de Ricky banlieue
2. Bananes métalliques (1982, réédité dans cette collection en 1998)
Histoires issues de l’album homonyme de 1982, de Ricky banlieue et de Ricky VII
3. Radio Lucien (1998)
Histoires issues de l’album homonyme de 1982, de Ricky VII et de Chez Lucien
4. Chez Lucien (1998)
Histoires issues de l’album homonyme de 1985, de Ricky VII et de Lucien se met au vert
5. Lucien se met au vert (1998)
Histoires issues de l’album homonyme de 1989 et de Lucien, le retour
6. Lulu s’maque (1998)
Histoires issues de l’album homonyme de 1987 et de Lucien, le retour
7. Ricky chez les Ricains (1998)
8. Week-end motard (2000)[2]
9. Toujours la banane (2008)
10. Lucien père et fils (2009)
11. La Bande à Lucien (2011)

Hors-série
- Lucien 25 piges (album d’hommage à Lucien par divers dessinateurs, 2004)

## Publication

### Périodiques
- Métal hurlant : prépublication

### Éditeurs
- Les Humanoïdes associés : Lucien tomes 1 à 5, Ricky tomes 1 et 2, Votez Rocky et Bananes métalliques (premières éditions)
- Les Humanoïdes associés : Lucien (et cie) tomes 1 à 8 (première édition des tomes 7 et 8)
- AUDIE : tomes 1 à 11 (première édition des tomes 9 à 11)